# Чеклін
Чеклін (пол. Czeklin, нім. Schegeln) — село в Польщі, у гміні Бобровиці Кросненського повіту Любуського воєводства.
У 1975-1998 роках село належало до Зеленогурського воєводства.